# Kunsthaus Bregenz
Kunsthaus Bregenz (KUB) viser med skiftende udstillinger international moderne kunst i Bregenz, hovedstaden i den østrigske delstat Vorarlberg. Det blev designet af den berømte schweiziske arkitekt Peter Zumthor på bestilling af delstatsregeringen og blev bygget mellem 1990 og 1997.

## Generelt
Kunsthaus Bregenz er gennem sin enestående arkitektur og programmatiske tilgang et af Europas fremtrædende udstillingshaller for moderne kunst. Det 1880 m² store udstillingsområde strækker sig over KUB Arena i stueetagen og tre yderligere etager. Der udstilles internationale værker, som samtidskunstnerne for det meste skabes specifikt til kunsthusets rum. KUB har sin egen samling med to fokuspunkter: Sammlung Archiv Kunst Architektur, et arkiv over kunst og arkitektur, samt en samling af Østrigs samtidskunst. Allerede inden åbningen i 1997 begyndte man at opkøbe værker af østrigske samtidskunstnere såsom Maria Lassnig, Valie Export og Heimo Zobernig samt internationale kunstneres værker i krydsfeltet mellem kunst og arkitektur. Siden 2009 bliver samlingen løbende udvidet, blandt andet gennem betydende donationer fra Donald Judd og den danske kunstner Per Kirkeby.
Med sine udstillinger og projekter påtager Kunsthaus Bregenz ikke kun internationale udfordringer. Samtidig understøttes projekter i Vorarlberg, der bidrager til regionens kulturelle identitet. Et udtryk for den identitetsskabende funktion af Kunsthaus Bregenz er for eksempel værket "Signature 02" af Gottfried Bechtold ved dæmningssøen Silvretta-Staudamm, værket "Truth Before Power" af den amerikanske kunstner Jenny Holzer fra 2004, hvor tekster i storformat om arkitektoniske og naturlige monumenter blev projiceret overalt Vorarlberg, eller landskabsprojekt "Horizon Field" af den britiske billedhugger Antony Gormley, som skabtes mellem august 2010 og april 2012.
Foruden omfattende repræsentative udstillinger i de karakteristiske lokaler i Kunsthaus vises i KUB-Arena projekter, der er orienteret mod proces og tværfaglighed. KUB-Arena, kunst- og formidlingsplatformen i stueetagen i Kunsthaus, er designet som et diskursivt bindeled mellem arkitektur og værk.
I forbindelse med udstillingerne tilbyder Kunsthaus et omfattende formidlingsprogram. Kunsthaus Bregenz publicerer tekstserier og kataloger, der implementerer den kunstneriske idé i tæt samarbejde med de kunstnere og grafikere, der udstiller, som for eksempel Walter Nikkels eller Stefan Sagmeister. Derudover opstår der i samarbejde med kunstnerne specialudgaver udelukkende skabt til Kunsthaus Bregenz.
Den 1. maj 2011 udgav det østrigske postvæsen i serien om kunsthuse et frimærke om Kunsthaus Bregenz.

## Museumsledelser
Stiftelsesdirektør for Kunsthaus Bregenz er Edelbert Köb, der havde denne stilling indtil år 2000. Han blev efterfulgt af Eckhard Schneider fra 2000 til 2008. Fra 1. oktober 2009 til 31. januar 2015 var Yilmaz Dziewior direktør for KUB. Den 1. februar 2015 overtog han ledelsen af Museum Ludwig i Köln. Efterfølgeren blev fra 1. maj 2015 østrigeren Thomas D. Trummer.

## Arkitektur
| Citat                   | Kunsthaus står i lyset af Bodensøen. Dens krop er lavet af glasplader, stål og en stenmasse af støbt beton bygget, som skaber struktur og rum inde i bygningen. Set udefra virker bygningen som en lyskilde. Det absorberer himmelens skiftende lys, søens uklarhed, udstråler lys og farve, og afhængigt af synsvinklen, tidspunktet på dagen og vejret, giver det en idé om dets indre liv. | Citat |
| Peter Zumthor, arkitekt | |       |

| Citat                                | Den glasklædte kubus ved bredden af Bodensøen kan ikke gennemskues udefra, men den har været tilsvarende majestætisk i Vorarlberg i mere end ti års æstetisk tilstedeværelse. | Citat |
| Neue Zürcher Zeitung, 3. august 2007 | |       |

Kunsthaus Bregenz blev designet af den internationalt anerkendte schweiziske arkitekt Peter Zumthor, vinder af Pritzker-prisen. Han vandt i 1998 med KUB Mies van der Rohe-prisen. Med sit prisbelønnede design er KUB en af moderne arkitekturs vigtigste museumsbygninger i verden og er et levende eksempel på den arkitektoniske stil minimalisme. Bygningen er designet som et dagslysmuseum og har et markant ydre med en kompromisløs realisering af dets rumlige koncept. Ifølge den schweiziske arkitekt Peter Zumthor forpligtede han sig med sit museumsudkast til, at museets opgave bestod i at være et sted, hvor mennesker kunne møde kunstværker i ro og mag. For kunstnerne, der udstiller på KUB, bliver arkitekturen den standard, deres udstillingsoptræden får konceptuelle impulser fra, især hvis de skaber komplet nye værker. Arkitekturen er derfor en uundværlig platform for kunstmuseets internationale udstillingsprogram.

### Rundtur
Foruden vorarlberg museum og Vorarlberger Landestheater er KUB's nye bygning ret enestående i centrum af Bregenz på bredden til Bodensøen. Sammen med Landestheater definerer Kunsthaus sit eget rum mellem den gamle bydel og søen.

#### Bygningen
Bygningen består af fint ætsede, lige store, frostede glaslignende paneler, der bliver holdt fast af klemmer. De danner en slags ekstra hud, der gennemstrømmes af luft, og som spreder og filtrerer dagslyset op til udstillingslokalernes loft. I mørke skinner det kunstige lys gennem bånd inde i bygningen og viser dets indre liv. Integreret i den fintforgrenede støttestruktur mellem bygningen og glasfacaden er tekniske servicezoner. Nogle gange spiller kunstnerne, der udstille, også på den ydre hud integrerer den i deres installationer.

#### Indre
Interiøret i Kunsthaus er kendetegnet ved en høj materiel tilstedeværelse. Synlig beton er ret dominerende, da der ikke blev anvendt paneler og blev samtidig heller ikke overmalet. Gulve og trapper består af poleret terrazzo. Vægge og loft er af rå, upoleret beton.
Stueetagen i udstillingsbygningen antager foyerens funktion med kasseapparat, katalogsalg og garderobe. Den største del af det cirka 500 m² fungerer som et udstillingsflade og multifunktionelt rum, den såkaldte KUB-Arena.
Med sine udvendige vægge understreger stueetagen den bærende struktur af tre forskelligt placerede vægge, som på den ene side definerer udstillingsrummet på alle etager, og samtidigt adskiller de lodrette adgangszoner (trappeopgang, flugttrappe, passager- og godselevator) fra det faktiske rum. Den ensartede placering af indgange og udgange danner en rundtur, der starter i stueetagen og går igennem de næste tre etager. Man kan frit benytte en udstilling som én stor sal, eller opdelt med mobile elementer.
Disse tre etager har ovenlysvinduer. Lofterne i udstillingslokalerne er lavet af sammenføjede glaspaneler. Disse fordeler dagslyset fra hulrum i lofterne, og lyset strømmer igennem de lysbånd, der er går igennem bygningens fire sider. Det kunstige lys, som også er integreret i hulrummet, supplerer og erstatter dagslys, når det er nødvendigt, dog uden at synliggøre de individuelle lyskilder.
Stueetagen og de tre etager stablet oven på hinanden med deres materiale og formæstetik udgør en lukket enhed hvor kunstinstallationer kan udfolde sig frit.
Der er ligeledes to underetager. I den første underetage, delvis forsynet med dagslys, er der forelæsnings- og undervisningsrum ved siden af de sanitære faciliteter, adskilt fra de ikke-offentlige områder (værksteder, personalerum) med gennemskinnelige glasteglsten. I den anden underetage befinder der sig originalarkiv og lagerlokaler, og er ikke tilgængelig for offentligheden.

#### Administrationsbygning og Café
Foran Kunsthaus Bregenz op mod den gamle bydel ligger KUB's administrationsbygning. Med sin sorte facade leder den blikket hen mod KUBS hovedfacade og dens indgang. I dens dimensioner er den tilpasset de omkringliggende mindre bygningers proportioner i den gamle bydel. Foruden administrationskontorerne ligger KUB Café i stueetagen. Peter Zumthor viser også sin arkitektoniske stil her: Café- og barområde og køkken er designet i sort rå beton. Ved at lægge de faciliteter, der er blevet uundværlige i dagens udstillingsindustri, udenfor udstillingsbygningen, understreger hovedbygningens faktiske formål.

#### KUB Udstillingsvindue
Kunsthaus Bregenz har sin egen samling. En af de største i samlingen er over 300 arkitektmodeller af Peter Zumthor. Nogle af disse arkitektmodeller ligger i arkivet siden arkitektens separatudstilling i 2007, nye tilføjes regelmæssigt. Siden juni 2012 er et udvalg af disse modeller blevet udstillet i udstillingsvinduet lige ved siden af Kunsthaus Bregenz på første sal i posthus Bregenz. Der præsenteres både eksisterende bygninger og projekter, der ikke blev udført. Peter Zumthors arbejde med materialer såsom træ, metal eller ler vises i al sin tydelighed.

## Udmærkelser
- Mies van der Rohe-prisen 1998
- Österreichischer Bauherrenpreis 1997

## Udstillinger
| År   | Kunstner                                                                 | Udstilling                                                                                           | Varighed                              |
| ---- | ------------------------------------------------------------------------ | --- | ------------------------------------- |
| 1997 | James Turrell                                                            | James Turrell                                                                                        | 26. Juli til 7. september 1997        |
| 1997 | Diverse                                                                  | Kunst in der Stadt 1                                                                                 | 26. juli til 7. september 1997        |
| 1997 | Diverse                                                                  | kunstnere                                                                                            | 29. september til 30. november        |
| 1997 | Per Kirkeby                                                              | Maleri, tegning, skulptur                                                                            | 6. december 1997 til 15. februar 1998 |
| 1998 | Lois Renner                                                              | Lois Renner                                                                                          | 28. februar til 13. april             |
| 1998 | Diverse                                                                  | Atlas Mapping: Künstler als Kartographen. Kartographie als Kultur                                    | 28. februar til 13. april             |
| 1998 | Adrian Schiess                                                           | Maleri. Personale                                                                                    | 25. april til 28. juni                |
| 1998 | Diverse                                                                  | Räume der Kunst                                                                                      | 25. april til 28. juni                |
| 1998 | Sepp Dreissinger                                                         | 66 Fotoportraits aus der Vorarlberger Kultur                                                         | 8. maj til 28. juni                   |
| 1998 | Diverse                                                                  | Kunst in der Stadt 2                                                                                 | 11. juli til 20. september            |
| 1998 | Diverse                                                                  | Lifestyle                                                                                            | 11. juli til 20. september            |
| 1998 | Bechtold / Kalb / Neyer / Wacker                                         | Showcase                                                                                             | 3. oktober til 27. juni 1999          |
| 1998 | Rainer Ganahl                                                            | Rainer Ganahl                                                                                        | 10. oktober til 22. november          |
| 1998 | Erwin Bohatsch                                                           | Maleri                                                                                               | 28. november 1998 til 24. januar 1999 |
| 1998 | Gerhard Merz                                                             | Dresden                                                                                              | 28. november 1998 til 24. januar 1999 |
| 1999 | Ingeborg Strobl                                                          | Einige Gegenstände. Und Sonnenuntergang                                                              | 30. januar til 5. april               |
| 1999 | Erwin Wurm                                                               | one minute sculptures                                                                                | 30. januar til 5. april               |
| 1999 | Devlin, Gursky & Höfer                                                   | Räume                                                                                                | 9. april til 27. juni                 |
| 1999 | Ernst Strouhal & Heimo Zobernig                                          | Der Katalog                                                                                          | 28. maj til 27. juni                  |
| 1999 | Wolfgang Laib                                                            | Personale                                                                                            | 10. juli til 19. september            |
| 1999 | Diverse                                                                  | Kunst in der Stadt 3                                                                                 | 10. juli til 19. september            |
| 1999 | Keith Sonnier                                                            | Environmental Works 1968-99                                                                          | 2. oktober til 28. november           |
| 1999 | Helmut Federle                                                           | Personale                                                                                            | 9. december 1999 til 6. februar 2000  |
| 2000 | Peter Kogler                                                             | Personale                                                                                            | 19. februar til 30. april             |
| 2000 | Donald Judd                                                              | Farbe                                                                                                | 13. maj til 2. juli                   |
| 2000 | Diverse                                                                  | LKW (Lebenskunstwerke)                                                                               | 15. juli til 17. september            |
| 2000 | Symposium Kunsthäuser                                                    | Architektur vs Kunst – Kunst vs Museum                                                               | 16. november til 18. november         |
| 2000 | Diverse                                                                  | Museen für ein neues Jahrtausend                                                                     | 3. oktober 2000 til 7. januar 2001    |
| 2001 | Daniel Buren                                                             | Les Couleurs Traversées                                                                              | 27. januar til 18. marts              |
| 2001 | Olafur Eliasson                                                          | The mediated motion                                                                                  | 31. marts til 13. maj                 |
| 2001 | Günther Förg                                                             | FÖRG                                                                                                 | 24. maj til 8. juli                   |
| 2001 | Jeff Koons                                                               | | 18. juli til 16. september            |
| 2001 | Hiroshi Sugimoto                                                         | The Architecture of Time                                                                             | 27. til 6. januar 2002                |
| 2002 | Douglas Gordon                                                           | | 17. januar til 14. april              |
| 2002 | Gilbert & George                                                         | | 28. april til 23. juni                |
| 2002 | Louise Bourgeois                                                         | Zeichnungen und Skulpturen-Drawings and Sculptures                                                   | 6. juli til 15. september             |
| 2002 | Ruth Schnell                                                             | Territorism (KUB Fassade)                                                                            | 12. juli til 18. august               |
| 2002 | Pierre Huyghe                                                            | L'expédition scintillante                                                                            | 28. september til 24. november        |
| 2002 | Doug Aitken                                                              | NEW OCEAN (a shifting exhibition)                                                                    | 7. december 2002 til 26. januar 2003  |
| 2003 | Mariko Mori                                                              | Wave UFO                                                                                             | 8. februar til 23. marts              |
| 2003 | Gerhard Merz                                                             | fragmente bregenz 2003                                                                               | 12. april til 22. juni                |
| 2003 | Franz West                                                               | We'll Not Carry Coals                                                                                | 5. juli til 14. september             |
| 2003 | Anish Kapoor                                                             | My Red Homeland                                                                                      | 27. september til 16. november        |
| 2003 | Diverse                                                                  | Remind…                                                                                              | 30. november 2003 til 11. januar 2004 |
| 2003 | Tone Fink                                                                | Carwalk                                                                                              | 6. december 2003 til 18. januar 2004  |
| 2004 | Gary Hume                                                                | The Bird had a Yellow Beak                                                                           | 24. januar til 21. marts              |
| 2004 | Santiago Sierra                                                          | 300 Tonnen / 300 tons                                                                                | 3. april til 23. maj                  |
| 2004 | Jenny Holzer                                                             | Truth Before Power                                                                                   | 12. juni til 5. september             |
| 2004 | Thomas Demand                                                            | Phototrophi                                                                                          | 18. september til 7. november         |
| 2004 | Hans Schabus                                                             | Das Rendezvousproblem                                                                                | 20. november 2004 til 16. januar 2005 |
| 2005 | Jake + Dinos Chapman                                                     | Explaining Christians to Dinosaurs                                                                   | 29. januar til 28. marts              |
| 2005 | Diverse                                                                  | Konstruktive Provokation – Neues Bauen in Vorarlberg                                                 | 5. februar til 28. marts              |
| 2005 | Rachel Whiteread                                                         | Walls, Doors, Floors and Stairs                                                                      | 9. april til 29. maj                  |
| 2005 | Roy Lichtenstein                                                         | Klassik des Neuen-Classic of the New                                                                 | 12. juni til 9. september             |
| 2005 | Siegrun Appelt                                                           | 288 KW                                                                                               | 9. juli til 4. september              |
| 2005 | Diverse                                                                  | Tu Felix Austria … Wild at Heart                                                                     | 9. juli til 4. september              |
| 2005 | Janet Cardiff & George Bures Miller                                      | The Secret Hotel                                                                                     | 26. november 2005 til 15. januar 2006 |
| 2006 | Jean-Marc Bustamante                                                     | -beautifuldays-                                                                                      | 29. januar til 19. marts              |
| 2006 | gelitin                                                                  | Chinese Synthese Leberkäse                                                                           | 13. april til 28. maj                 |
| 2006 | Michael Craig-Martin                                                     | Sign of Life                                                                                         | 10. juni til 13. august               |
| 2006 | Tino Sehgal                                                              | | 17. august til 24. september          |
| 2006 | Gottfried Bechtold                                                       | Reine und gemischte Zustände                                                                         | 1. oktober til 19. november           |
| 2006 | Cindy Sherman                                                            | | 2. december 2006 til 28. januar 2007  |
| 2007 | Marcel Duchamp, Gerhard Merz, Damien Hirst, Jeff Koons                   | Re-Objekt                                                                                            | 18. februar til 13. maj               |
| 2007 | Joseph Beuys, Matthew Barney, Douglas Gordon, Cy Twombly                 | Mythos                                                                                               | 2. juni til 9. september              |
| 2007 | Peter Zumthor                                                            | Bauten und Projekte 1986–2007                                                                        | 29. september 2007 til 9. januar 2008 |
| 2008 | Maurizio Cattelan                                                        | | 2. februar til 24. marts              |
| 2008 | Carsten Höller                                                           | Carrousel                                                                                            | 12. april til 1. juni                 |
| 2008 | Richard Serra                                                            | Drawings-Work Comes Out of Work                                                                      | 14. juni til 14. september            |
| 2008 | Jan Fabre                                                                | From the Cellar to the Attic-From the Feet to the Brain                                              | 27. september til 25. januar 2009     |
| 2009 | Markus Schinwald                                                         | Vanishing Lessons                                                                                    | 14. februar til 13. marts             |
| 2009 | Lothar Baumgarten                                                        | Seven Sounds/Seven Circles                                                                           | 25. april til 21. juni                |
| 2009 | Antony Gormley                                                           | | 13. juli til 4. oktober               |
| 2009 | Tony Oursler                                                             | Lock 2,4,6                                                                                           | 24. oktober 2009 til 17. januar 2010  |
| 2010 | Candice Breitz                                                           | The Scripted Life                                                                                    | 6. februar til 11. april              |
| 2010 | Roni Horn                                                                | Well and Truly                                                                                       | 24. april til 4. juli                 |
| 2010 | Cosima von Bonin                                                         | The Fatigue Empire                                                                                   | 18. juli til 3. oktober               |
| 2010 | raumlaborberlin                                                          | Bye Bye Utopia                                                                                       | 18. juli til 3. oktober               |
| 2010 | Harun Farocki                                                            | Weiche Montagen/ Soft Montages                                                                       | 23. oktober til 9. januar 2011        |
| 2010 | Antony Gormley                                                           | Horizon Field                                                                                        | August 2010 til april 2012            |
| 2011 | Haegue Yang                                                              | Arrivals                                                                                             | 22. januar til 3. april               |
| 2011 | Michal Heiman, Hannah Hurtzig, Katrin Mayer                              | KUB Arena: Living Archives-Kooperation Van Abbemuseum                                                | 22. januar til 3. april               |
| 2011 | Diverse                                                                  | So machen wir es. Techniken und Ästhetik der Aneignung. Von Ei Arakawa til Andy Warhol               | 16. april til 3. juli                 |
| 2011 | Yona Friedman & Eckhard Schulze-Fielitz                                  | KUB Arena                                                                                            | 16. april til 3. juli                 |
| 2011 | Ai Weiwei                                                                | Art/Architekture                                                                                     | 16. juli til 16. oktober              |
| 2011 | Diverse                                                                  | KUB Arena: Anfang gut. Alles gut                                                                     | 16. juli til 16. oktober              |
| 2011 | Valie Export                                                             | Archiv                                                                                               | 29. til 22. januar 2012               |
| 2011 | Teaterprojekt: International Institute of Political Murder (IIPM) Berlin | KUB Arena: Hate Radio                                                                                | 29. til 22. januar 2012               |
| 2012 | Yvonne Rainer                                                            | Raum, Körper, Sprache                                                                                | 4. februar til 9. april               |
| 2012 | Diverse                                                                  | KUB Arena: Bleibender Wert? Kooperation >springerin<                                                 | 4. februar til 9. april               |
| 2012 | Danh Võ                                                                  | Vô Danh                                                                                              | 21. april til 24. juni                |
| 2012 | Ulrike Müller                                                            | KUB Arena: Herstory Inventory: 100 feministische Zeichnungen von 100 KünstlerInnen                   | 21. april til 24. juni                |
| 2012 | Peter Zumthor                                                            | KUB Sammlungsschaufenster: Architekturmodelle Peter Zumthor                                          | 2012 til 9. februar 2014              |
| 2012 | Ed Ruscha                                                                | Reading Ed Ruscha                                                                                    | 7. juli til 14. oktober               |
| 2012 | Diverse                                                                  | KUB Arena: Sommerakademie. Kunst und Ideologiekritik nach 1989                                       | 24. september til 30. september       |
| 2012 | Florian Pumhösl                                                          | Räumliche Sequenz                                                                                    | 26. oktober til 20. januar 2013       |
| 2012 | Diverse                                                                  | KUB Arena: Nairobi – A State of Mind, Kooperation Goethe-Institut Nairobi, Kenia                     | 26. oktober til 20. januar 2013       |
| 2013 | Diverse                                                                  | Liebe ist kälter als das Kapital. Eine Ausstellung über den Wert der Gefühle                         | 2. februar til 14. april              |
| 2013 | Andy Warhol                                                              | KUB Arena: Andy Warhol - Fifteen Minutes of Fame                                                     | 2. februar til 14. april              |
| 2013 | Wade Guyton, Guyton \ Walker, Kelley Walker                              | Wade Guyton, Guyton \ Walker, Kelley Walker                                                          | 27. april til 30. juni                |
| 2013 | Diverse                                                                  | KUB Arena: In Bewegung. European Kunsthalle i KUB Arena                                              | 27. april til 30. juni                |
| 2013 | Gabriel Orozco                                                           | Natural Motion                                                                                       | 13. juli til 6. oktober               |
| 2013 | Diverse                                                                  | KUB Arena: Zurück in die Zukunft. Eine Sommerwoche mit Kunst, Filmen und Musik                       | 5. august til 11. august              |
| 2013 | Barbara Kruger                                                           | Believe + Doubt                                                                                      | 19. oktober til 12. januar            |
| 2013 | Dora García                                                              | KUB Arena: The Sinthome-score                                                                        | 19. til 12. januar                    |
| 2014 | Pascale Marthine Tayou                                                   | I love you!                                                                                          | 25. januar til 27. april              |
| 2014 | Gerry Bibby \ Juliette Blightman                                         | KUB Arena: Gerry Bibby \ Juliette Blightman                                                          | 25. januar til 27. april              |
| 2014 | Maria Eichhorn                                                           | Maria Eichhorn                                                                                       | 10. maj til 6. juli                   |
| 2014 | Sung Hwan Kim\dogr                                                       | KUB Arena: Sung Hwan Kim\dogr – I will dress you, howl bowel owl                                     | 10. maj til 6. juli                   |
| 2014 | Richard Prince                                                           | It’s a Free Concert                                                                                  | 19. juli til 5. oktober               |
| 2014 | Diverse                                                                  | KUB Arena: Sommerfestival – Vom Werden und Sein                                                      | 19. juli til 5. oktober               |
| 2014 | Jeff Wall                                                                | Tableaux Pictures Photographs 1996–2013                                                              | 18. oktober til 11. januar            |
| 2014 | Hannah Weinberger                                                        | KUB Arena: Hannah Weinberger                                                                         | 18. oktober til 11. januar            |
| 2015 | Rosemarie Trockel                                                        | Märzôschnee ûnd Wiebôrweh sand am Môargô niana më                                                    | 24. januar til 6. april               |
| 2015 | Trix und Robert Haussmann                                                | KUB Arena: Trix und Robert Haussmann                                                                 | 24. januar til 6. april               |
| 2015 | Berlinde De Bruyckere                                                    | The Embalmer                                                                                         | 18. april til 5. juli                 |
| 2015 | Dexter Sinister                                                          | KUB Arena: Dexter Sinister                                                                           | 18. april til 5. juli                 |
| 2015 | Joan Mitchell                                                            | Retrospective. Her Life and Paintings                                                                | 18. juli til 25. oktober              |
| 2015 | KAMP KAYA feat. KAYA                                                     | KUB Arena: Sommerprogramm KAMP KAYA feat. KAYA (Kerstin Brätsch, Debo Eilers & Kaya Serene) & Guests | 18. juli til 25. oktober              |
| 2015 | Heimo Zobernig                                                           | Heimo Zobernig                                                                                       | 7. november til 10. januar            |
| 2015 | Amy Sillman                                                              | KUB Arena: Amy Sillman                                                                               | 7. november til 10. januar            |
| 2016 | Susan Philipsz                                                           | Night and Fog                                                                                        | 30. januar til 3. april               |
| 2016 | Theaster Gates                                                           | Black Archive                                                                                        | 23. april til 26. juni                |
| 2016 | Wael Shawky                                                              | | 16. juli til 23. oktober              |
| 2016 | Lawrence Weiner                                                          | Wherewithal – Was es braucht                                                                         | 12. november til 22. januar           |
| 2017 | Rachel Rose                                                              | | 4. februar til 17. april              |
| 2017 | Adrián Villar Rojas                                                      | The Theater of Disappearance                                                                         | 13. maj til 27. august                |
| 2017 | Peter Zumthor                                                            | Dear to Me (Zumthor's Welt)                                                                          | 16. september 2017 til 7. januar 2018 |
| 2018 | Simon Fujiwara                                                           | Hope House                                                                                           | 27. januar til 8. april 2018          |
| 2018 | Mika Rottenberg                                                          | | 21. april 2018 til 1. juli 2018       |
| 2018 | David Claerbout                                                          | | 4. juli 2018 til 7. oktober 2018      |
| 2018 | Tacita Dean                                                              | | 20. oktober 2018 til 6. januar 2019   |

## Weblinks
- Wikimedia Commons har flere filer relateret til Kunsthaus Bregenz
- Kunsthaus Bregenz
- Kunsthaus Bregenz (Architekt: Peter Zumthor, 1997) Arkiveret 24. juli 2011 hos  Wayback Machine

## Enkelthenvisninger
1. ↑  Michael Kohler: Yilmaz Dziewor aus Bonn: Das ist der Neue fürs Museum Ludwig. I: Kölner Stadt-Anzeiger, 13. maj 2014, Kultur; hentet 14. maj 2014
2. ↑  Thomas D. Trummer wird neuer KUB Direktor. Arkiveret 5. marts 2016 hos  Wayback Machine (PDF) Presseinformation KUB 2014; hentet 14. oktober 2014

47°30′18″N 9°44′50″Ø / 47.505°N 9.7473°Ø